# SJK Seinäjoki
Seinäjoen Jalkapallokerho (eller SJK Seinäjoki eller SJK) er en Finsk fodboldklub fra Seinäjoki. Klubben spiller i den finske liga Veikkausliiga.

## Historie
SJK blev grundlagt i 2007 som en sammenslutning af TP-Seinäjoki og Septi-78. I 2015 vandt SJK deres første finske mesterskab.
Klubben er tilknyttet et Wallsport Akademi.
Et nyt stadion vil stå færdig i sommeren 2016: OmaSP Stadion.

## Historiske slutplaceringer
| Sæson | Række | Liga          | Placering | Kilde  |
| ----- | ----- | ------------- | --------- | ------ |
| 2008. | 3.    | Kakkonen      | 8.        |        |
| 2009. | 3.    | Kakkonen      | 5.        |        |
| 2010. | 3.    | Kakkonen      | 5.        |        |
| 2011. | 3.    | Kakkonen      | 1.        | [ 1 ]  |
| 2012. | 2.    | Ykkonen       | 2.        | [ 2 ]  |
| 2013. | 2.    | Ykkonen       | 1.        | [ 3 ]  |
| 2014. | 1.    | Veikkausliiga | 2.        | [ 4 ]  |
| 2015. | 1.    | Veikkausliiga | 1.        | [ 5 ]  |
| 2016. | 1.    | Veikkausliiga | 3.        | [ 6 ]  |
| 2017. | 1.    | Veikkausliiga | 6.        | [ 7 ]  |
| 2018. | 1.    | Veikkausliiga | 9.        | [ 8 ]  |
| 2019. | 1.    | Veikkausliiga | 9.        | [ 9 ]  |
| 2020. | 1.    | Veikkausliiga | 7.        | [ 10 ] |
| 2021. | 1.    | Veikkausliiga | 3.        | [ 11 ] |
| 2022. | 1.    | Veikkausliiga | 6.        | [ 12 ] |
| 2023. | 1.    | Veikkausliiga | 4.        | [ 13 ] |

## Europæisk deltagelse
| Sæson   | UEFA turnering    | Runde | Modstander       | Hjemme | Ude | Samlet |
| ------- | ----------------- | ----- | ---------------- | ------ | --- | ------ |
| 2015-16 | Europa League     | 1.    | FH Hafnarfjarðar | 0-1    | 0-1 | 0-2    |
| 2016-17 | Champions League  | 2.    | BATE Borisov     | 2-2    | 0-2 | 2-4    |
| 2022-23 | Conference League | 1.    | 🇪🇪Flora Tallinn  | 1-0    | 0-1 | 1-1    |
| -       | Conference League | 2.    | 🇳🇴Lillestrøm     | 0-1    | 5-2 | 2-6    |
| 2025-26 | Conference League | 1.    | 🇫🇴 KÍ            | 1-2    | 0-2 | 1-4    |